# Eishin Fudemura
Eishin Fudemura (筆村 栄心 Fudemura Eishin?,  Hakodate, Hokkaidō, 24 de octubre de 1993) es un actor de voz y cantante japonés, afiliado a Style Cube. Algunos de sus roles más destacados incluyen el de Hitoshi Sugoroku en Nanbaka, Selen en Show by Rock!!, Roman Yamashina en Tsuki ga Kirei y Kentarō Honda en Asobi Asobase.

## Vida personal
El 24 de octubre de 2020, el día de su cumpleaños número veintisiete, Fudemura reveló que era gay vía Twitter después de haber luchado con su sexualidad durante años. El 28 de octubre, Fudemura anunció su incorporación a Nichōme Sakigake no Coming Out, un grupo idol compuesto por artistas gay.

## Filmografía

### Anime
2016
- Danganronpa 3: The End of Hope's Peak High School como Ryōta Someya
- Tsukiuta como Enemigo ikemen
- Nanbaka como Hitoshi Sugoroku[4]
- Show by Rock!! como Selen

2017
- Tsuki ga Kirei como Roman Yamashina[5]

2018
- Persona 5 como Estudiante C
- Asobi Asobase como Kentarō Honda[6]

2019
- Maō-sama, Retry! como Boy

2021
- Show by Rock!! Stars!! como Selen[7]

### Videojuegos
2017
- Star Revolution 88: Seiza no Idol Kakumei como Kanata Yagi[8]
- Song of Memories como Makoto Asukatani[9]

2018
- Icchibanketsu: Online como Brynhildr

2019
- Hero's Park como Sora/Solario
- Show by Rock!! como Selen

2020
- Show by Rock!!: Fes A Live como Selen[10]